# Francisco Tajes
Francisco Tajes (? - Paso de Quinteros, 2 de febrero de 1858) fue un militar uruguayo.

## Biografía
Fue teniente coronel de Milicias en 1843 y coronel en 1844, durante la Guerra Grande, en que formó en filas del Gobierno de la Defensa. Fue jefe político y de Policía de Montevideo del 2 de mayo al 26 de junio de 1848.
Fue uno de los integrantes de la Sociedad de Amigos del País, en octubre de 1852, y uno de los firmantes del manifiesto de la Unión Liberal el 4 de octubre de 1855. Desterrado a Buenos Aires junto con los colorados conservadores en 1856, participó junto a César Díaz en la revolución de 1858 contra el gobierno de Gabriel Pereira. Vencido el alzamiento, fue fusilado durante la llamada Masacre de Quinteros el 2 de febrero de 1858 junto a otros jefes y soldados. 
- Datos: Q5867572